# Tyrannochromis maculiceps
Tyrannochromis maculiceps és una espècie de peix de la família dels cíclids i de l'ordre dels perciformes. Va ser descrit per Ernst Ahl el 1926.

## Morfologia
Els mascles poden assolir els 29,5 cm de longitud total.

## Distribució geogràfica
És endèmic del llac Malawi a l'Àfrica oriental).